# Bagni di Bormio

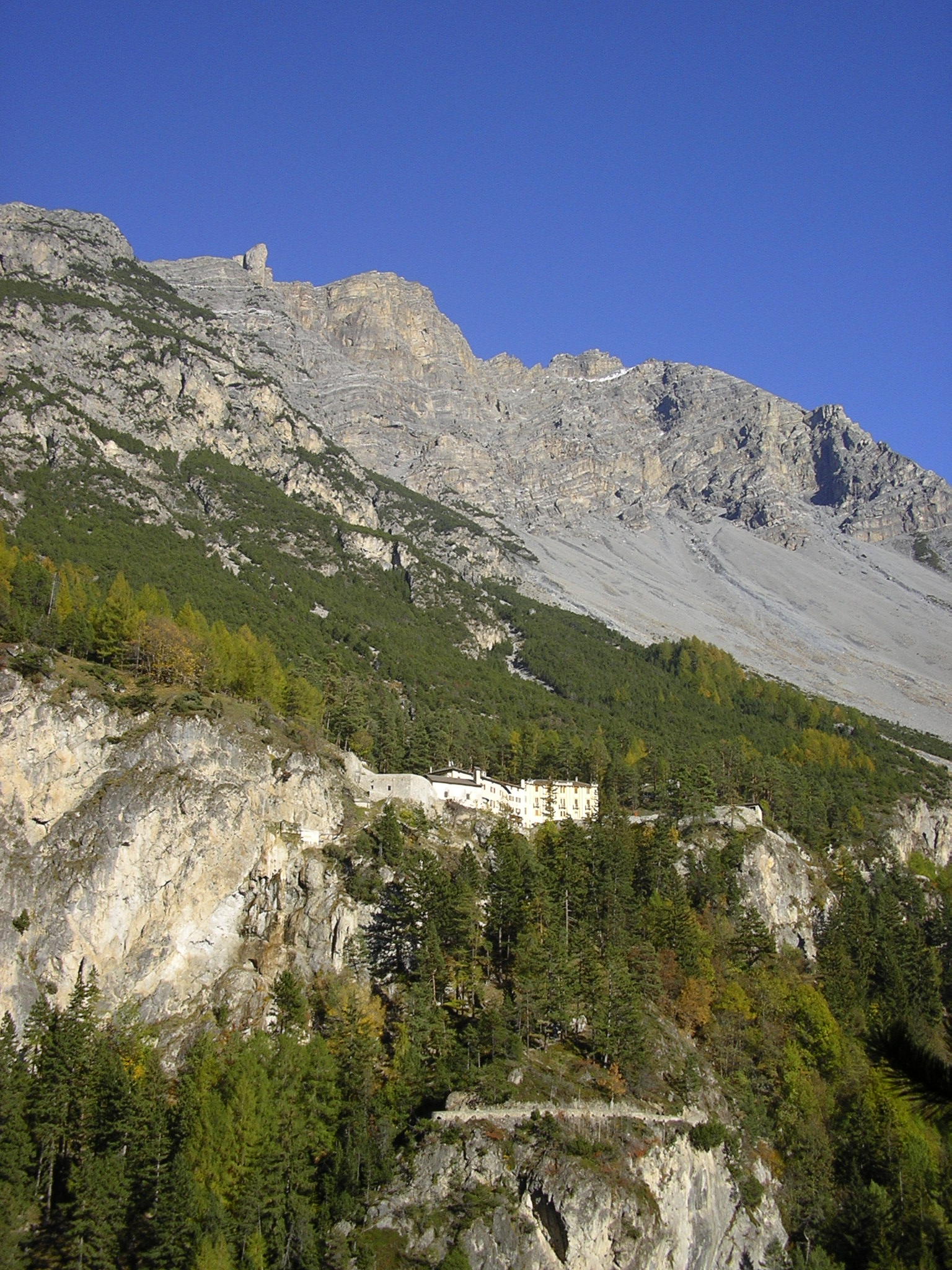
I Bagni Vecchi e la Reit

I Bagni di Bormio sono una località sul territorio della frazione di Premadio situata nel comune di Valdidentro nell'alta Valtellina caratterizzata dalla presenza di diverse fonti termali calde.

## Storia
Le prime testimonianze relative alla presenza di sorgenti termali nella zona possono essere fatte risalire all'epoca preromana. Un rilievo raffigurante un dio delle acque che nella mano destra impugna un tridente sormontato da un pesce, venne rinvenuto nel 1944 nel corso della demolizione della chiesa di San Vitale in Bormio.
Tale rilievo era stato utilizzato come materiale di reimpiego e richiama la presenza di un luogo di culto, probabilmente dell'antica popolazione dei Reti, dedicato ad una divinità delle acque nella zona. Le datazioni degli archeologi oscillano tra il V-IV secolo A.C. e il I A.C..
Quanto alla prima menzione in documenti scritti di questa località, la diffusa opinione che sia Plinio il Vecchio il primo autore a citare i Bagni di Bormio non trova però un preciso riscontro in un'attenta lettura del passo della Naturalis Historia, mentre sembra accettata da tutti come identificabile con Bormio la citazione da parte di Cassiodoro delle aquae Burmiae in una lettera del 535-6 d. C. all'imperatore Teodato. È probabile che le vasche di cui parla Cassiodoro siano da identificare con gli attuali Bagni Romani.
La storia dei Bagni di Bormio nel periodo medioevale è ricostruibile grazie a numerosi documenti d'archivio e testimonianze storiche. Vi si parla di una chiesa di San Martino accanto alla quale abitavano dei monaci che gestivano uno xenodochio, chiamato negli antichi documenti hospitium balneorum. Vi si parla pure di opere di fortificazione e di un castello che vennero distrutti nel 1201 in seguito alla pace con Como e successivamente riedificati. All'epoca medioevale risalgono i cosiddetti “bagni superiori” costruiti per sfruttare anche le acque della sorgente di San Martino posizionata più in alto. Già dal 1300 i Bagni attirano numerosi visitatori che ne lodano le acque salutari. Il più illustre è Leonardo da Vinci, che vi soggiornò nel 1493, facendone menzione nel Codice Atlantico: “In cima alla Valtellina c'è Burmi. A Burmi sono i Bagni”. Tre anni dopo vi giunge il Duca di Milano Ludovico il Moro.
Durante i primi due secoli della dominazione dei Grigioni (1512-1797) i Bagni vivono un momento assai felice grazie ai frequenti traffici di merci e viandanti per il Tirolo ed il nord dell'Europa: gli Statuti di Bormio del Cinquecento citano l'esistenza di due strutture una superiore, dedicata alle donne ed una inferioreriservata agli uomini e corrispondente agli attuali Bagni Romani. Una fonte particolarmente interessante è il De Balneorum Burmiensium praestantia del medico Gaspare Sermondi. Egli ci informa che nel 1590 soggiornarono ai Bagni Vecchi la Serenissima Arciduchessa d'Austria e il marito l'Arciduca Ferdinando che prediligeva la grotta dello stillicidio. Dopo la guerra dei trent'anni l'attività riprende, mentre nel secolo successivo si assiste ad un progressivo declino.

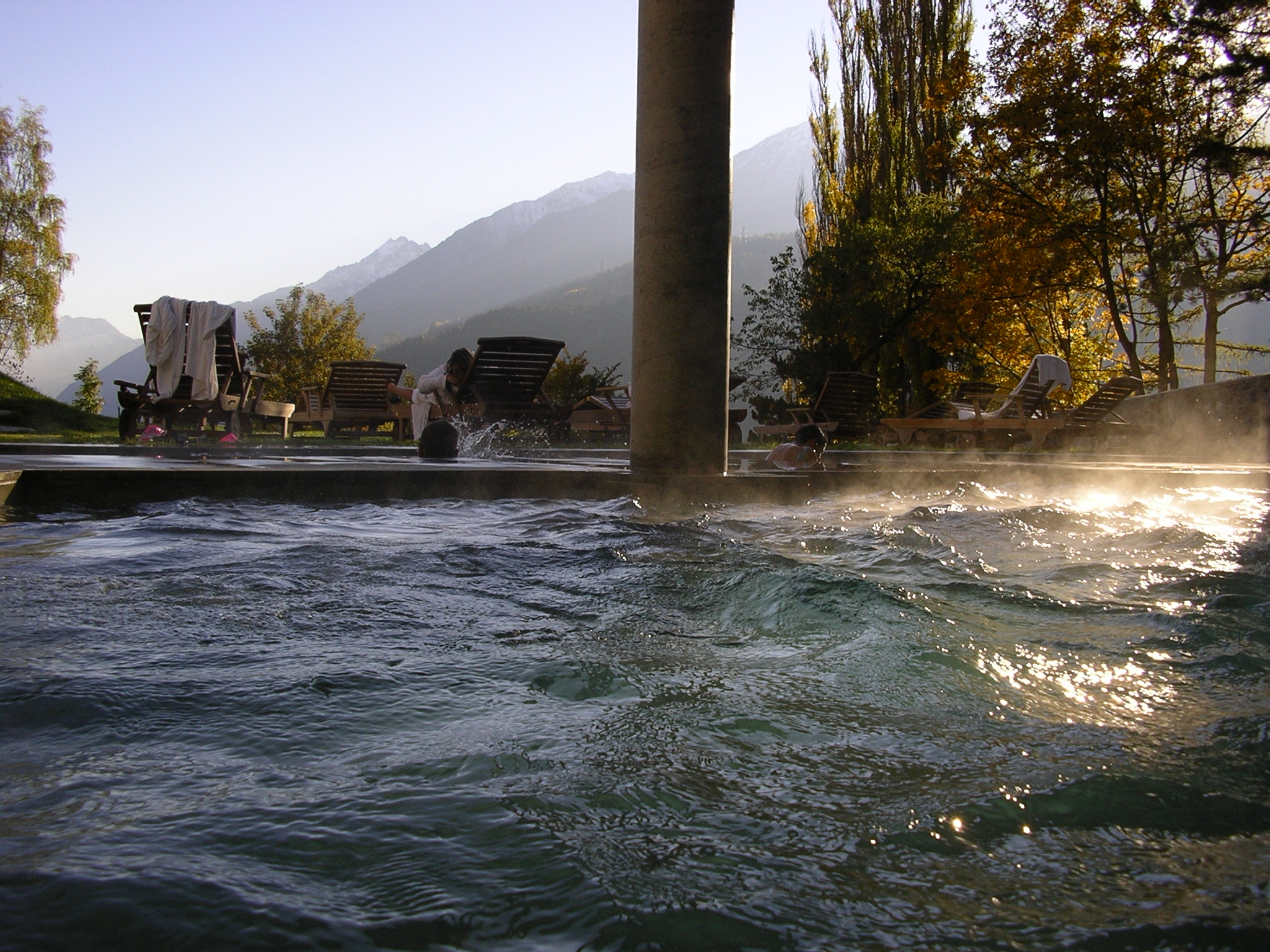
Bagni Nuovi piscina all'aperto

Durante il periodo napoleonico i caseggiati dei Bagni vengono occupati dalle milizie austriache e poi francesi, con conseguente degrado delle strutture. Una ripresa dell'attività termale si ha a partire dagli anni 30 del diciannovesimo secolo, in concomitanza con la progettazione e costruzione da parte dell'ingegner Carlo Donegani della nuova strada dello Stelvio che passa immediatamente sopra i Bagni Vecchi. Nel 1836 si ha l'inaugurazione del nuovo albergo il Grand Hotel Bagni Nuovi. Il Risorgimento è il periodo più difficile della gestione dei Bagni, perché vengono occupati prima dagli austriaci e poi dai garibaldini. Dal 1903 con la costituzione della Società anonima Bagni di Bormio si hanno diverse migliorie: la costruzione della grotta artificiale alla fonte Pliniana, il prolungamento della grotta sudatoria ai Bagni Vecchi, il ripristino dei Bagni Romani, la costruzione dell'albergo Belvedere (ora Bagni Vecchi), l'acquisizione della dépendance Vette Alpine. È il periodo d'oro dei Bagni Nuovi, dove soggiornano ogni estate alcuni tra i personaggi più eminenti dell'Italia e dell'Europa.
Sul finire degli anni 70 del secolo scorso una serie di intricate vicende relative a demolizioni autorizzate e costruzioni interdette porta alla chiusura del Grand Hotel. 
La progressiva riapertura della struttura si ha a partire dal 1983 con la riapertura delle antiche terme ai Bagni Vecchi, seguita da quella dell'Hotel Bagni Vecchi e nel 2003 da quella del Grand Hotel Bagni Nuovi e delle sue terme. Il resort è stato riconosciuto tra i migliori alberghi d'Europa.

## Acque termali

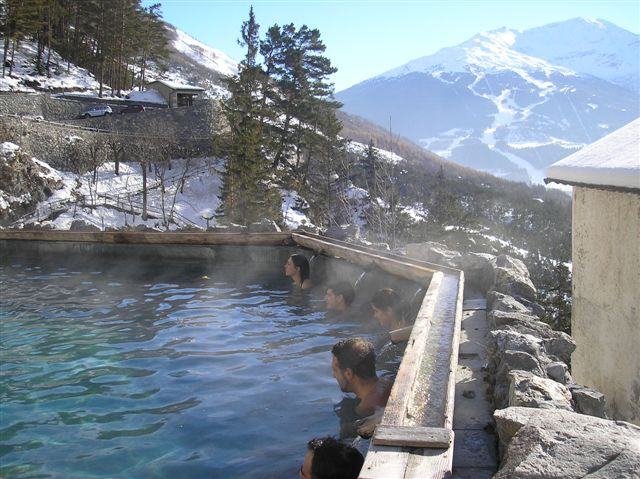
Bagni Vecchi piscina all'aperto

Le acque delle terme di Bormio sono classificate come ipertermali, solfato, alcalino, terrose, con tracce di radioattività (radon). Esse sgorgano da nove diverse sorgenti situate ad altitudini diverse, tra i 1280 e i 1421 metri s.l.m., sulle pendici di dolomia del monte Reit. Le acque minerali, tra le poche naturalmente calde a sud delle Alpi, sgorgano ad una temperatura tra i 37 e i 43 °C, che varia in funzione delle stagioni. D'estate e nei periodi più piovosi le infiltrazioni di acqua piovana rendono le sorgenti più fredde, mentre d'inverno il gelo fa sì che non vi siano alterazioni di temperatura.
I nomi attribuiti alle varie sorgenti non compaiono nei più antichi atti d'archivio dove vengono invece citati solo i "Bagni di Castello" o i "Bagni di San Martino", o ancora le "aquae Hospitium Balneorum". Questi nomi fanno la loro comparsa nell'Ottocento in seguito all'edificazione del nuovo Grand Hotel. Esse sono:
- Sorgente di San Martino: la più elevata a 1421 m s.l.m., scaturisce all'interno della Grotta sudatoria. Temperatura media 39/42 gradi.
- Sorgente Arciduchessa o Bagni Romani: scaturisce dal monte Reit a quota 1406 m s.l.m. ed alimenta le vasche dei cosiddetti Bagni Romani. Temperatura media 39/40 gradi.
- Sorgente Cassiodora: nasce a 1380 m s.l.m. Le sue acque vengono convogliate ai Bagni Nuovi. Temperatura media 36/39 gradi.
- Sorgente Zampillo dei Bambini: sgorga poco sotto l'Arciduchessa temperatura media 38/40 gradi.
- Sorgente San Carlo detta acqua degli occhi. È quella con la temperatura più bassa, cioè 18/19 gradi. Nasce lungo il sentiero che collega i Bagni Nuovi ai Bagni Vecchi, è leggermente gassosa per la presenza di acido carbonico e viene tradizionalmente indicata per la cura delle congiuntiviti.
- Sorgente Ostrogoti: 34/35 gradi, nasce a 1340 m s.l.m.
- Sorgente Nibelunghi: 35/37 gradi, nasce a quota 1330 m s.l.m.
- Sorgente Pliniana: la più famosa. Ha una temperatura costante di 38 gradi ed è batteriologicamente pura, tanto che un tempo veniva imbottigliata come acqua minerale. Alimenta lo stabilimento termale dei Bagni Nuovi. Nasce a quota 1340 m s.l.m. presso la grotta artificiale costruita all'inizio del Novecento ed è collegata ai Bagni Nuovi da un sentiero panoramico pianeggiante.
- Sorgente Cinglaccia: nasce in prossimità della sponda sinistra dell'Adda ed alimenta lo stabilimento termale delle Terme Bormiesi, situato in centro al paese.